# VideoSport MK2

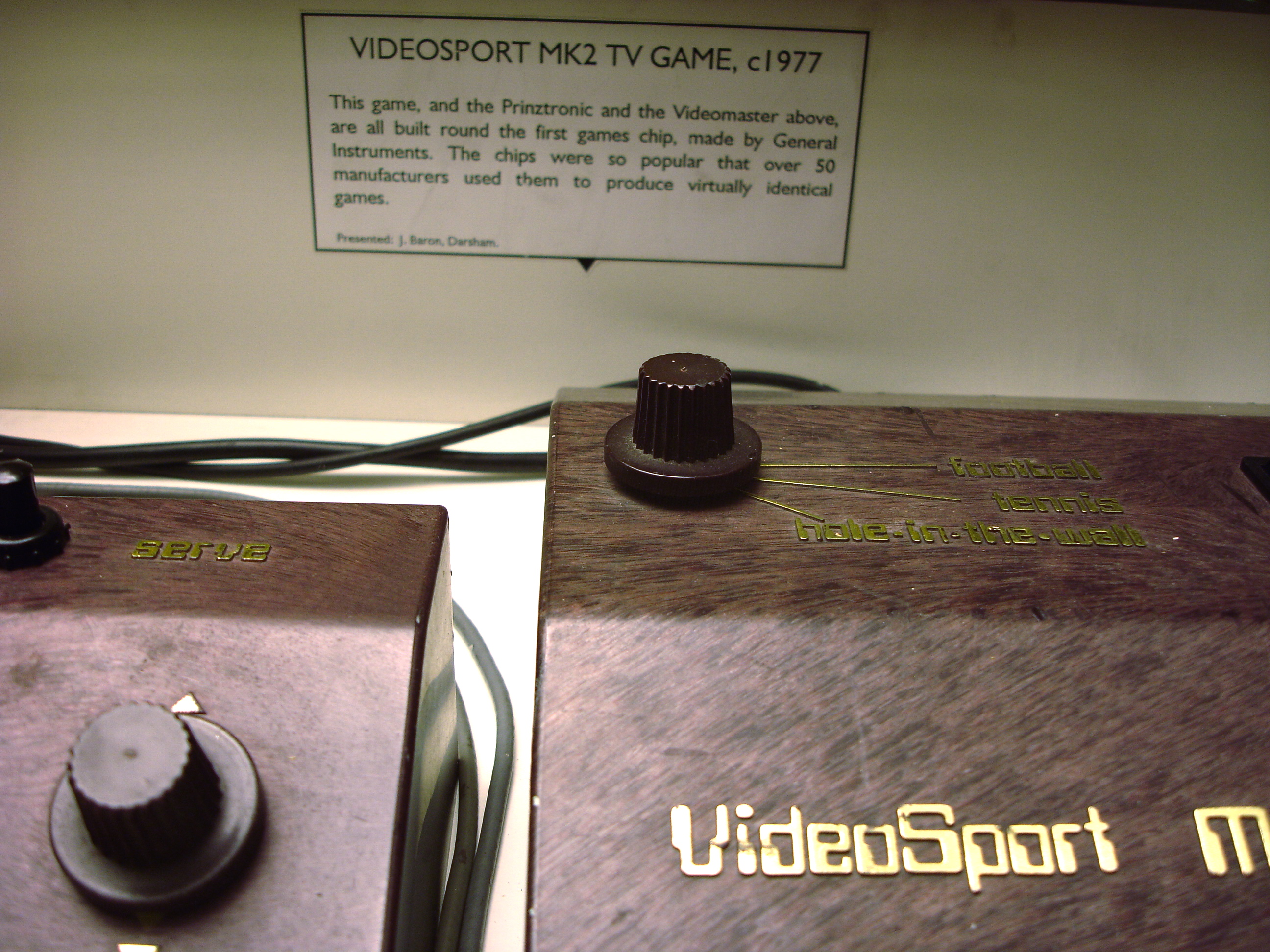
Un gros plan sur le VideoSport MK2 montrant le bouton utilisé pour choisir entre les trois jeux de la console.

VideoSport MK2 est une console de jeu vidéo de première génération.
Elle a été produite par Henry's, un détaillant britannique d'équipement de télévision et de haute fidélité, à partir de 1974 ou au début de 1975 jusqu'en 1977,,. Les clients pouvaient acheter la console en magasin ou la recevoir par la poste. En mai 1976, plus de 10 000 unités de la console ont été vendues.

## Matériel

### Console et contrôleurs
La console a un corps central comportant seulement un interrupteur d'alimentation et un bouton pour sélectionner l'un des trois jeux : Football, Tennis / Pong et Hole-in-the-Wall. Il y a deux manettes avec des câbles qui se connectent à la console, avec deux paddles chacune (pour le mouvement vertical et horizontal) et un bouton (pour le service et le coup de pied de but). Il y avait deux variantes de la console, la VideoSport MK2 originale avec lettres d'or et une VideoSport MK2 ultérieure sans lettres d'or, probablement introduite pour essayer de réduire les coûts de production. La VideoSport MK2 était en grande partie assemblée à la main et la couleur des boutons-poussoirs dépendait des pièces achetées "à la volée".

### Caractéristiques techniques
À l'intérieur de la console, il n'y a que deux circuits intégrés de type TTL, chacun contenant quatre portes NAND. Les circuits restants ne comprennent que des composants discrets. L'alimentation électrique est assurée par le courant secteur.